# Брадаш (Подујево)
Брадаш (алб. Bradashi) је насеље у општини Подујево на Косову и Метохији. Атар насеља се налази на територији катастарске општине Брадаш површине 1606 ha. Некада велико српско насеље Брадаш код Подујева помиње се први пут у турском попису из 1455. године. Тада је имало 36 српских кућа и два попа, да би средином 18. века почели да га насељавају Албанци. Њихов садашњи род Бркићи били су Срби који су потом примили ислам.
Некада је Брадаш имао три цркве, док данас постоји само једно црквиште. Зна се да је у 19. веку са највеће брадашке цркве узиман материјал, који је довлачен за зидање велике Пашине воденице. Остаци друге две цркве сада сељацима служе као мајдани камена.

## Демографија
Насеље има албанску етничку већину.
Број становника на пописима:
- попис становништва 1948. године: 1126
- попис становништва 1953. године: 1262
- попис становништва 1961. године: 1389
- попис становништва 1971. године: 1654
- попис становништва 1981. године: 2216
- попис становништва 1991. године: 2463